# Gustav Adolf von der Planitz
Gustav Adolf Edler von der Planitz (* 27. Juli 1802 in Naumburg (Saale); † 4. Januar 1869 in Altenburg) war königlich-sächsischer Hof- und Justizrat, herzoglich-sachsen-altenburgischer Kammerherr, Geheimrat und Minister.

## Leben

### Herkunft

Familienwappen derer von Planitz

Planitz entstammte dem alten vogtländischen Adelsgeschlecht der von Planitz und war der Sohn des königlich-sächsischen Hauptmanns Karl Gottlob Edler von Planitz (1758–1824) und dessen erster Ehefrau Karoline Wilhelmine von Kauffberg (1775–1850).

### Werdegang
Planitz wurde nach dem Tod seines Vaters Herr auf Caaschwitz. Er studierte an den Universitäten Jena, Göttingen und Leipzig Rechtswissenschaften und schloss das Studium mit der Promotion zum Doktor der Rechte ab. Nach dem Studium war er Rechtskandidat beim Konsistorium in Leipzig und trat am 26. Juni 1826 in den Staatsdienst im Herzogtum Sachsen-Altenburg ein. Dort war zunächst Auditor beim Kreisamt Altenburg und am 18. November 1827 Assessor beim Regierungs-Kollegium. 1828 wurde er stimmführender Rat bei der Landesregierung und am 12. Dezember 1828 Regierungsrat. 1830 bis 1834 wechselte er in den Dienst des Königreichs Sachsen und besetzte dort die neunte Hof- und Justizratsstelle bei der sächsischen Landesregierung. 1834 kehrte er als Sitz- und stimmführendes Mitglied des Landesjustizkollegiums mit dem Titel Landesjustizrat nach Altenburg zurück.
In Folge der Märzrevolution wurde er am 1. Juni 1848 zum Herzoglich Sächsischen Staatsminister mit dem Prädikat wirklicher Geheimrat ernannt. Er war Landtagskommissar der ersten frei gewählten Landtags in Sachsen-Altenburg. Am 9. November 1848 wurde er auf eigenen Wunsch als Staatsminister entlassen.
Planitz war vor 1848 Mitglied der Landstände des Fürstentums Reuß jüngerer Linie. Nach der Märzrevolution wurde er am 4. Dezember 1848 als Nachfolger Haubold von Einsiedel als einer der fünf altständischen Vertreter im Beratungslandtag Reuß jüngerer Linie gewählt.

### Familie
Er heiratete am 11. Oktober 1831 in Altenburg Marie von Watzdorff (1808–1862). Aus der Ehe gingen folgende Kinder hervor:
- Elisabeth Henriette (* 1833) ⚭ Werner von Strauch (1825–1898), großherzoglich sächsischer Oberjägermeister und Landforstmeister
- Max (1834–1910), preußischer General der Artillerie
- Ernst (1836–1910), preußischer Generaloberst
- Leo Gustav (1838–1898), preußischer Oberstleutnant a. D.
- Adolf Alexander (* 1840), preußischer Oberst a. D.
- Helene Marianne (* 1842), Ehrendame des Theresienordens ⚭ Max von Minckwitz, herzoglich sachsen-altenburgischer Kammerherr, Oberhofmeister und Stiftspropst